# Divadlo Aqualung
Divadlo Aqualung (AQL) je profesionální, volně fungující divadelní uskupení, které pro své diváky hraje od roku 2006. Usadilo se v Žižkovském divadle Járy Cimrmana s laskavým svolením tamějšího vedení, v ulici Štítného č. 5 na Praze 3.Do roku 2017 plulo během letní sezóny na Divadelní lodi Tajemství Divadla bratří Formanů. AQL se podepisuje jako …divadelní továrna na sny.

## Historie
V letech 1998–2003 zakládající členové AQL, jakožto studenti Divadelní akademie v Praze, hráli v generačním souboru s názvem Divadlo Nablízko v A-Studiu Rubín na Malostranském náměstí. V letech 2004–2005, tehdy již absolventi DAMU, vystupovali v Malém Nosticově divadle nad Čertovkou. Po fatálním zániku Nablízka (2005) se někteří z aktérů rozhodli zůstat pospolu, přibrali další spolupracovníky a vzniklo nové těleso – Divadlo AQUALUNG, jehož zakladatelem, principálem a uměleckým šéfem je MUDr. et MgA. Lubor Šplíchal.

## Současnost
Od roku 2011 AQL zakotvil v Žižkovském divadle Járy Cimrmana, kde odehraje přibližně 5 představení za měsíc. AQL vyznává estetický směr „steampunk“, a to nejen výběrem titulů, ale i scénografickým řešením. (Steampunk je ve stručnosti naivně pozitivní vize technického světa obracející se k idylické minulosti; vizionářství přelomu 19. a 20. století, kdy se věřilo, že nic není nemožné. Tak, jak je mechanika odlišná od člověka ze své podstaty, tak existují lidé, kteří jsou svou vnitřní „mechanikou“ odlišní od dalších svého rodu. O těchto lidech hraje soubor Divadla AQL). AQL je charakteristický uměleckou polaritou – je to divadlo kamenné i plující, hravé i dramatické, vždy však plné hudby, představení jsou temná i slunná, činoherní i s loutkami.

## Spolupracovníci AQL

### Herci
- Tereza Krippnerová
- Eva Leimbergerová
- Lubor Šplíchal
- Petra Horváthová
- Ondřej Lážnovský
- Petr Gelnar
- Jaroslava Leufenová
- Zbigniew Kalina
- Zita Morávková
- Jaroslav Slánský
- Markéta Stehlíková
- Martin Dusbaba
- Jan Konečný
- Václav Krátký
- Markéta Dvořáková
- Viktor Dvořák
- František Čachotský
- Radim Jíra
- Patrik Vojtíšek
- Jiří Panzner
- Václav Rašilov
- Mája Marie Štípková
- Jiří Zeman
- Barbora Poláková
- Petr Vršek
- Jakub Tvrdík
- Claudia Eftimiadisová
- Miloš Mazal
- Jan Novák
- Barbora Mošnová
- Štěpán Benoni
- Gustav Hašek
- Jan Nosek Novák
- Claudia Eftimiadisová
- Petr Buchta
- Adéla Petřeková
- Vladimíra Benoni
- Eva Leinweberová
- Markéta Mandová
- Barbora Valentová

### Režiséři
- Ondřej Lážnovský
- Kryštof Hanzlík
- Jiří Havelka
- Aleš Kisil
- Martin Tichý
- Petr Vodička
- Martin Pacek

### Hudebníci
Všechna představení Divadla AQUALUNG doprovází přímo na scéně profesionální hudebníci. V minulosti jimi byli Green Småtroll, později The Spankers. V roce 2012 se stal dvorní kapelou AQUAJAZZ.

## Inscenace
- MAŠKARÁDA: premiére 17. 9. 2018 (autoři T. Pratchett, S. Briggs, J. Kantůrek, režie M. Tichý)
- ZABTE OŠKLIVÉ: premiéra 27. 11 2017 (autoři B. Vian, V. Landa, D. Pečírka, režie P. Vodička)
- FIGARO, LAZEBNÍK SEVILLSKÝ: premiéra 14. 10. 2016 (autoři J. Jiráň, W. A. Mozart a G. Rossini, režie M. Pacek)
- MUŽI VE ZBRANI aneb Celá Zeměplocha jest jevištěm!: premiéra 7. 9. 2015 (autor T. Pratchett, režie P. Vodička)
- Tahle země bude pro starý!: premiéra 13. 3. 2015 (autor a režie O. Lážnovský)
- VYNÁLEZ ZKÁZY new generation: premiéra 12. 9. 2014 (autor textu, režie K. Hanzlík)

- DRACULA reloaded: premiéra 16. 12. 2013 (autor textu, režie K. Hanzlík)
- Čtyři vraždy stačí, drahoušku!: premiéra 21. 5. 2013 (autoři N. Brixy, M. Macourek a O. Lipský, režie O. Lážnovský)
- Až opadá listí z dubu: premiéra 23. 3. 2013 (autoři J. Werich a O. Lážnovský, režie O. Lážnovský)
- Válka s Mloky: premiéra 23. 5. 2012 (autoři K. Čapek a O. Lážnovský, režie O. Lážnovský)
- Pan Hus: premiéra 13. 5. 2011 (autor textu, režie O. Lážnovský)
- Pytlákova schovanka 2010 aneb Šlechetný milionář: premiéra 20. 5. 2010 (autoři R. Jaroš, J. Neuberg, M. Noháč a E. Vlček, režie O. Lážnovský)
- Příliš skromný Nick Carter: Premiéra 18. 5. 2009 ( autor textu, režie O. Lážnovský)
- Pán času, tyranie okamžiku: premiéra 25. 5. 2008 (autoři Uto Kain, HZA, J. Havelka a kol., režie J. Havelka)
- Cesta kolem světa za 60 dní: premiéra 11. 5. 2007 (autor J. Verne, režie A. Kisil)

Podrobné informace o aktuálním repertoáru najdete na www.divadloaqualung.cz